# Radio Row
Radio Row était un quartier d'entrepôts du sud ouest de Manhattan, à New York. On considère qu'il est né en 1921, au moment de l'ouverture du City Radio, et qu'il a disparu en 1966, lorsque la zone a été réaménagée pour la construction du World Trade Center, qui s'est étalée entre 1970 et 1973.
La zone se composait de plusieurs blocks de magasins d'électronique, qui s'étendaient des deux côtés le long d'un axe central suivant Cortland Street.